# 上祖父江
上祖父江（かみそぶえ）は、愛知県一宮市の地名。

## 地理

### 字一覧
- 江北（えきた）[WEB 6]
- 江西（えにし）[WEB 6]
- 江東（えひがし）[WEB 6]
- 大跡（おおあと）[WEB 6]
- 紙屋浦（かみやうら）[WEB 6]
- 川田（かわた）[WEB 6]
- 北川原（きたかわら）[WEB 6]
- 北方（きたがた）[WEB 6]
- 北新田（きたしんでん）[WEB 6]
- 北外山（きたとやま）[WEB 6]
- 北三ツ屋（きたみつや）[WEB 6]
- 下り江（くだりえ）[WEB 6]
- 小稲葉（こいなば）[WEB 6]
- 新田（しんでん）[WEB 6]
- 高須賀（たかすか）[WEB 6]
- 竜池（たついけ）[WEB 6]
- 寺東（てらひがし）[WEB 6]
- 寺屋敷（てらやしき）[WEB 6]
- 道福辺（どうふくべ）[WEB 6]
- 中外山（なかとやま）[WEB 6]
- 中野東（なかのひがし）[WEB 6]
- 中三ツ屋（なかみつや）[WEB 6]
- 西稲葉（にしいなば）[WEB 6]
- 西竜池（にしたついけ）[WEB 6]
- 西本郷（にしほんごう）[WEB 6]
- 東外平（ひがしそとひら）[WEB 6]
- 東竜池（ひがしたついけ）[WEB 6]
- 東外山（ひがしとやま）[WEB 6]
- 東道福辺（ひがしどうふくべ）[WEB 6]
- 東本郷（ひがしほんごう）[WEB 6]
- 吹上（ふきあげ）[WEB 6]
- 古堤（ふるづつみ）[WEB 6]
- 三ツ屋（みつや）[WEB 6]
- 南川原（みなみかわら）[WEB 6]
- 南新田（みなみしんでん）[WEB 6]
- 南竜池（みなみたついけ）[WEB 6]
- 南外山（みなみとやま）[WEB 6]
- 山浦西（やまうらにし）[WEB 6]
- 山浦東（やまうらひがし）[WEB 6]
- 山前（やままえ）[WEB 6]

### 河川・池沼
- 領内川

### 交通
- 愛知県道513号一宮西中野線
- 愛知県道129号一宮津島線

- 県道129号一宮津島線

### 施設
- 一宮市立朝日西小学校
- 愛知県立尾西高等学校
- 光専寺
- 白髭大明神社
- 信了寺
- 南外山公民館
- 愛知県尾張西部浄水場
- 八剱社

## 歴史

### 地名の由来
祖父江は「渋江」であり、飲料に適さない渋い色の水を「ソブ水」といったことに由来するという。

### 沿革
- 1889年（明治22年） - 上祖父江村大字上祖父江となる[1]。
- 1906年（明治39年） - 朝日村大字上祖父江となる[1]。
- 1955年（昭和30年） - 尾西市大字上祖父江となる[1]。

### 人口の変遷
国勢調査による人口および世帯数の推移。
| 1995年（平成7年）  | 533世帯 2030人 |  |
| 2000年（平成12年） | 547世帯 1985人 |  |
| 2005年（平成17年） | 580世帯 2008人 |  |
| 2010年（平成22年） | 592世帯 2037人 |  |
| 2015年（平成27年） | 622世帯 2025人 |  |
| 2020年（令和2年）  | 637世帯 1927人 |  |

### WEB
1. ↑  “愛知県一宮市の町丁・字一覧”.   人口統計ラボ. 2024年4月20日閲覧。
2. 1 2  総務省統計局 (2022年2月10日). “令和2年国勢調査の調査結果(e-Stat) - 男女別人口，外国人人口及び世帯数－町丁・字等” (CSV). 2023年8月2日閲覧。
3. ↑  “読み仮名データの促音・拗音を小書きで表記するもの(zip形式) 愛知県” (zip).   日本郵便 (2024年2月29日). 2024年3月26日閲覧。
4. ↑  “市外局番の一覧” (PDF).   総務省 (2022年3月1日). 2022年3月22日閲覧。
5. ↑  “ナンバープレートについて”.   一般社団法人愛知県自動車会議所. 2024年1月21日閲覧。
6. 1 2 3 4 5 6 7 8 9 10 11 12 13 14 15 16 17 18 19 20 21 22 23 24 25 26 27 28 29 30 31 32 33 34 35 36 37 38 39 40  “愛知県一宮市上祖父江の住所一覧”.   ゼンリン. 2024年8月1日閲覧。
7. ↑  総務省統計局 (2014年3月28日). “平成7年国勢調査の調査結果(e-Stat) - 男女別人口及び世帯数 －町丁・字等” (CSV). 2021年7月20日閲覧。
8. ↑  総務省統計局 (2014年5月30日). “平成12年国勢調査の調査結果(e-Stat) - 男女別人口及び世帯数 －町丁・字等” (CSV). 2021年7月20日閲覧。
9. ↑  総務省統計局 (2014年6月27日). “平成17年国勢調査の調査結果(e-Stat) - 男女別人口及び世帯数 －町丁・字等” (CSV). 2021年7月21日閲覧。
10. ↑  総務省統計局 (2012年1月20日). “平成22年国勢調査の調査結果(e-Stat) - 男女別人口及び世帯数 －町丁・字等” (CSV). 2021年7月21日閲覧。
11. ↑  総務省統計局 (2017年1月27日). “平成27年国勢調査の調査結果(e-Stat) - 男女別人口及び世帯数 －町丁・字等” (CSV). 2021年7月21日閲覧。

### 書籍
1. 1 2 3 4  「角川日本地名大辞典」編纂委員会 1989, p. 413.